# Política exterior del gobierno de Javier Milei

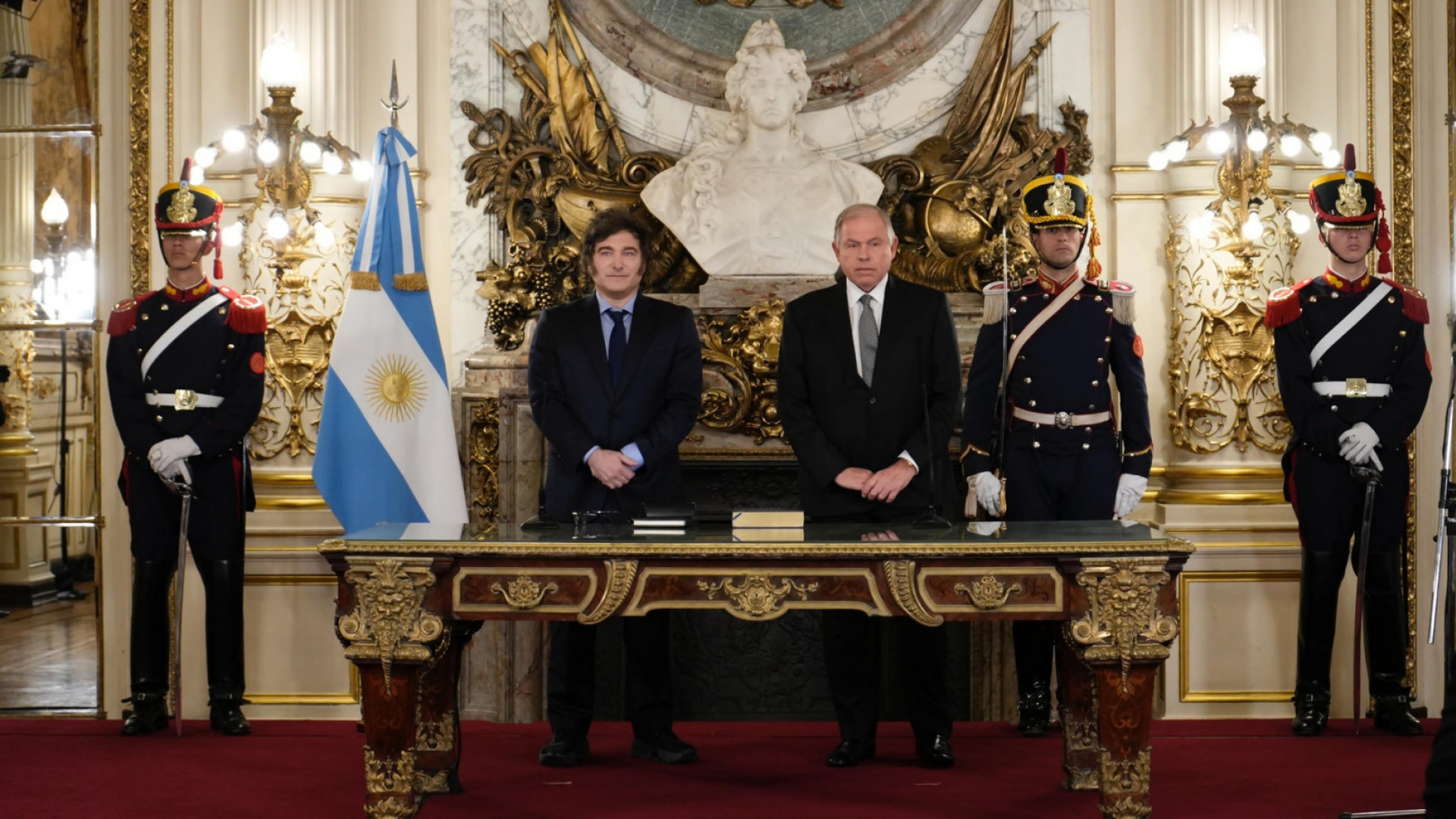
Asunción de Gerardo Werthein como canciller de la Argentina.

Las relaciones exteriores de Argentina durante el gobierno de Javier Milei están caracterizadas por un alineamiento especialmente con Israel y Estados Unidos.

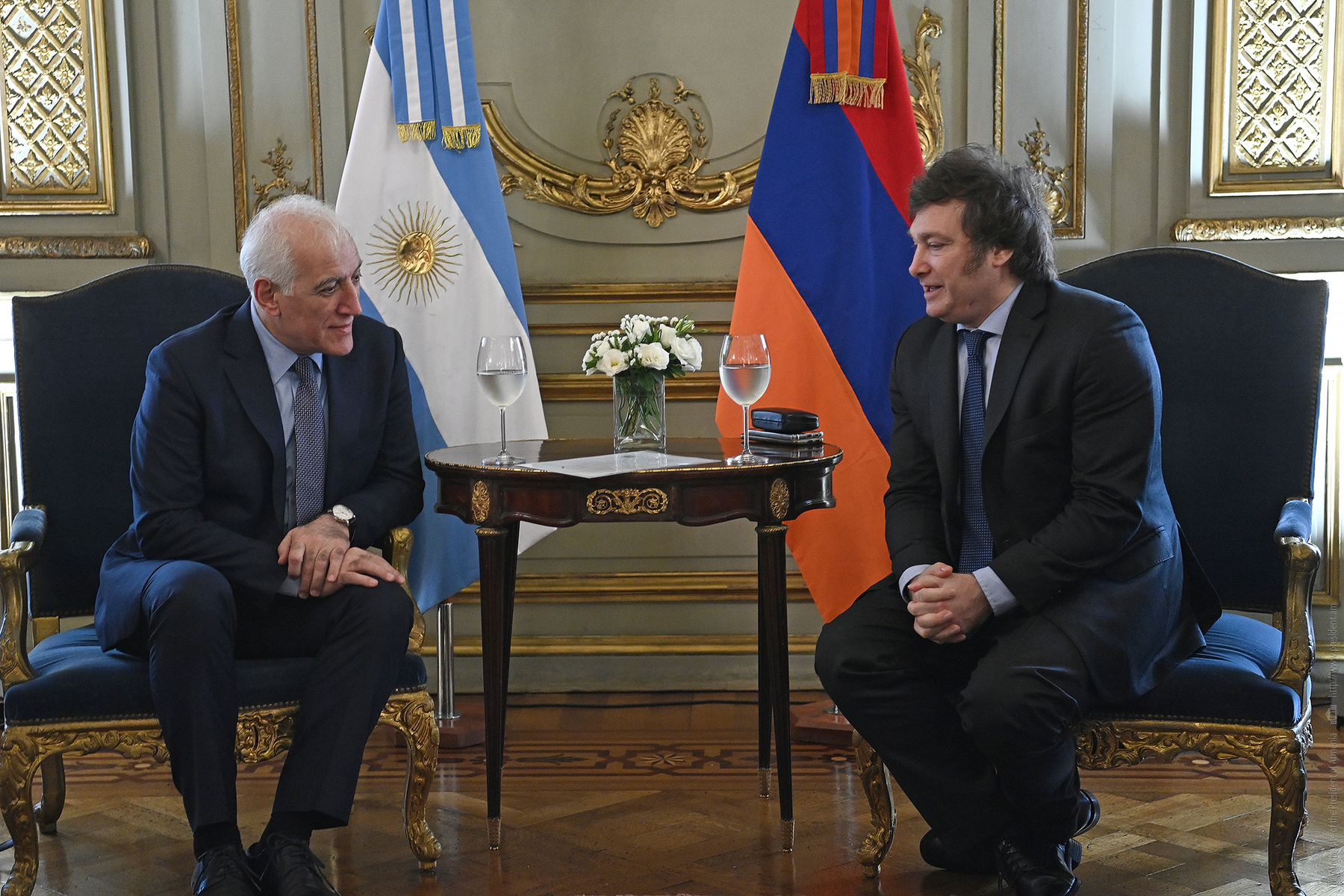
Vahagn Jachaturián, presidente de Armenia, junto a Javier Milei. 2023.

El canciller, oficialmente ministro de Relaciones Exteriores, Comercio Internacional y Culto del Gobierno de Milei, es Gerardo Werthein. Javier Milei declaró en campaña que sus aliados serían Estados Unidos e Israel. Hasta la fecha el único país que corto relaciones en la actual presidencia de Javier Milei fue Venezuela tras la negativa argentina (y a la de otros países) a los resultados electorales venezolanos de 2024. Mientras que no se designaron embajadores en Cuba, Nicaragua y en la propia Venezuela.
El Gobierno de Milei firmó una carta de invitación al proceso de acceso a la Organización para la Cooperación y el Desarrollo Económico (OCDE) y renunció al ingreso previamente pactado al grupo BRICS a partir de 2024.
La política exterior de Milei significa una ruptura de la continuidad de la política de su predecesor, Alberto Fernández, más cercano a los países de Sur Global, el Mercosur, Irán, Sudáfrica, y el bloque de Oriente liderado por China y Rusia.

## África

### Sudáfrica
El Gobierno de Milei envió una carta al presidente de Sudáfrica para comunicarle que Argentina no entraría al BRICS.

## América

### Bolivia

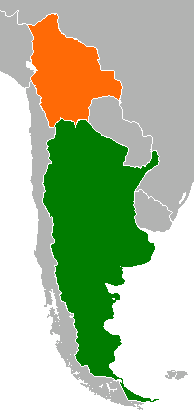
Argentina y Bolivia comparten una frontera común de 742 kilómetros de longitud.

El Gobierno de Luis Arce le deseó éxitos a Milei tras sus resultados electorales, sin embargo, mostró preocupación por las medidas económicas anunciadas por el presidente Milei, y Arce no fue a su toma presidencial.
En marzo de 2024 el presidente boliviano Luis Arce y su canciller, Celinda Sosa, recibieron las cartas de seis nuevos embajadores en un acto oficial en el que fue excluido el representante de Milei. Bolivia sostuvo su negativa, ya que,  según denunció Marcelo Massoni, apoyó la caída de Evo Morales y se encontraba involucrado en la causa de contrabando de armas a Bolivia causa en que estaba imputado el expresidente Mauricio Macri, el canciller Jorge Faurie y la ministra de Seguridad Patricia Bullrich, entre otros. La pertenencia del Massoni al partido de Mauricio Macri es un problema porque en el gobierno de Bolivia consideran que el expresidente fue parte del supuesto "golpe de Estado" contra Evo Morales en 2019 e inclusive está mencionado en las causas judiciales por haber enviado armas y material bélico para que las fuerzas armadas reprimieron las movilizaciones contra Jeanine Áñez. La relación empeoró tras los dichos en abril de 2024 de Patricia Bullrich, afirmando sin pruebas que tanto Chile como Bolivia albergaban a Hezbolá.
En junio de 2024, tras el intento de golpe de Estado contra el gobierno de Luis Arce, la oficina de Milei emitió un comunicado donde calificaba los hechos como una «falsa denuncia». Tras este hecho el gobierno boliviano llamó a consulta al embajador argentino en La Paz para expresarle su «enérgico rechazo» a la declaraciones vertidas por Milei. Evo Morales condenó «de la manera más enérgica las declaraciones de intromisión e injerencia del presidente de Argentina» y apostilló que «los asuntos de los bolivianos serán resueltos por los bolivianos».

### Brasil

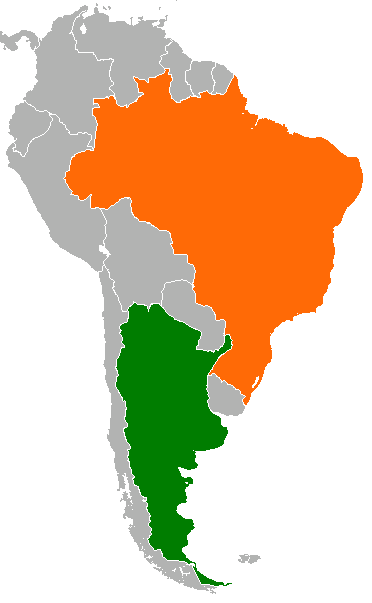
Argentina y Brasil comparten una frontera común de 1132 kilómetros de longitud.

El 9 de noviembre de 2023, durante su campaña, Milei dijo en una entrevista con Jaime Bayly que el presidente brasileño Luiz Inácio Lula da Silva era un «comunista corrupto» y que «por eso estuvo preso», sugiriendo que rompería relaciones con Brasil. Esto causó fricciones diplomáticas que se incrementaron después de la invitación de Milei a su asunción a Jair Bolsonaro investigado judicialmente por el intento de golpe de Estado contra Lula. La delegación brasileña declinó asistir a la toma de posesión de Milei enviando sólo al canciller Mauro Vieira. En noviembre y diciembre de 2023 se produciría un impasse diplomático cuando el nuevo presidente argentino insultó públicamente al presidente de Brasil y ratificó que rompería relaciones con el mayor socio comercial de Argentina por tener un Gobierno electo de izquierda.
En mayo de 2024 el hijo de Bolsonaro se entrevistaría personalmente con Milei pidiendo asilo para seis bolsonaristas prófugos que habían sido condenados por la justicia brasileña por participar en el intento de golpe de Estado de 2022-2023.
Las rencillas entre los dos Gobiernos llevaron a que, en plena crisis energética por la falta de gas y mala previsión del Gobierno argentino, Lula da Silva, a través de la embajada, mediara entre el Gobierno y la empresa brasileña por los problemas con el pago del gas licuado. En julio de 2024 el mandatario argentino volvió a atacar al Presidente de Brasil. Al respecto el senador Omar Azi, opositor brasileño, expresóː «Argentina tiene un presidente vagabundo que, en lugar de ocuparse de los problemas de Argentina- inflación más alta del mundo, pobreza más alta en 30 años- quiere entrometerse y atacar a otro país, no puedo aceptar que un vagabundo, un matón que aparece de la nada, que no tiene historia, que nunca ha producido nada para el pueblo argentino, venga y hable de nuestro país».
En enero de 2025, con el colapso energético argentino, Brasil importó energía eléctrica para evitar que volviesen los apagones que tuvieron lugar en diciembre con el ascenso de las temperaturas. Además del aporte brasileño (1760 MVh), Chile transmitió 60 MVh, Bolivia 100 MVh y Paraguay 10MVh.

### Chile

Argentina y Chile comparten una frontera común de 5308 kilómetros de longitud.

Antes de ser electo, en julio de 2023, Javier Milei llamó al presidente Gabriel Boric un «empobrecedor» y en noviembre dijo: «El problema es que Boric es la extrema izquierda, él es comunista». Boric fue a la asunción presidencial de Milei, y tras ésta declaró: «Deseo por el bien del pueblo argentino que Milei tenga una buena gestión». El 26 de enero de 2024 Milei dijo en una entrevista con la periodista Patricia Janiot que Boric «tiene las ideas incorrectas».

### Colombia

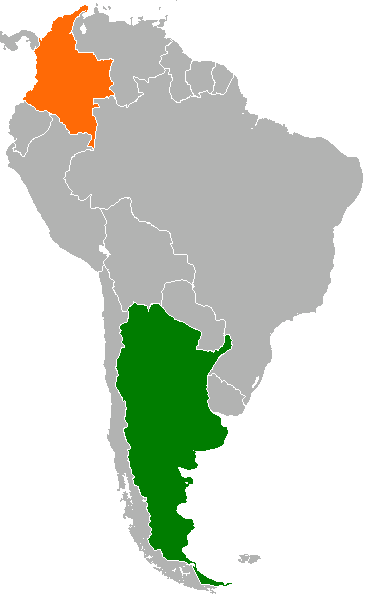
Argentina y Colombia.

Durante la campaña, el presidente de Colombia, Gustavo Petro, se pronunció sobre los resultados de las elecciones primarias abiertas simultáneas y obligatorias (PASO) del 13 de agosto, comparando los dichos de Milei con Adolf Hiltler. «Eso decía Hitler» afirmó en su red social X (Twitter) en respuesta al entonces candidato libertario, donde dijo que el socialista es una «basura» y un «excremento humano», entre otras controvertidas declaraciones. Previo al balotaje, Petro comparó a Milei con los dictadores militares Rafael Videla y Augusto Pinochet, alegando que Argentina elegía entre la “la esperanza y la barbarie”, apoyando la candidatura de Sergio Massa. Luego de los resultados del balotaje del 19 de noviembre, Petro redactó: «Ha ganado la extrema derecha en Argentina; es la decisión de su sociedad. Triste para América Latina». Como respuesta, el 26 de enero de 2024, Milei lo definió como un «comunista asesino que está hundiendo a Colombia» en una entrevista con la periodista Patricia Janiot. Tras estos dichos, el Ministerio de Relaciones Exteriores de Colombia calificó las palabras de Milei como «irrespetuosas e irresponsables», declarando que: «el Gobierno de Colombia rechaza enérgicamente esta declaración, que atenta contra la honra del primer mandatario, quien ha sido elegido de manera democrática y legítima» y llamó a consultas a su embajador en Argentina, Camilo Romero.
El 25 de febrero de 2024 Javier Milei declaró en la Conferencia de Acción Política Conservadora (CPAC) de Estados Unidos que el presidente Petro era un «terrorista», y llamando a Petro una «plaga letal para los propios colombianos». El Ministerio de Exteriores de Colombia replicó que «Colombia rechaza estas irrespetuosas declaraciones, que se presentan de manera reiterativa, las cuales deterioran los lazos históricos de amistad entre las dos naciones y representan una ofensa para la dignidad del presidente de la República de Colombia elegido democráticamente por el pueblo de Colombia». La canciller Diana Mondino aclaró: «Hay que diferenciar las relaciones personales con las de los países. Hay que tener relaciones a largo plazo».
El 27 de marzo de 2024, el Ministerio de Relaciones Exteriores de Colombia anunció la expulsión de diplomáticos de la embajada de Argentina en Colombia, a raíz de declaraciones de Milei en una entrevista que concedió al periodista Andrés Oppenheimer para CNN, donde acusó a Petro de tener un pasado «asesino terrorista».

### Cuba
En diciembre de 2023 se dio a conocer que Milei no designaría un embajador en Cuba.
El 1 de marzo de 2024 la canciller Mondino dijo en Todo Noticias la supuesta presencia de «infiltrados de Cuba y Venezuela» en marchas en contra de la Ley Ómnibus en Argentina, asegurando que «está comprobado de varias maneras», aunque sin presentar pruebas, y diciendo que alguien les paga para que hagan lío o para que dejen de hacerlo». Esa acusación ha sido calificada como teoría conspirativa.
En mayo de 2024 Javier Milei en alineamiento con Estados Unidos, cortó unilateralmente los vuelos semanales de Cubana de Aviación. A pedido de la Jefa del Comando Sur Laura Richardson ordenó a la petrolera argentina YPF no repostará combustible a los aviones de la aerolínea cubana, que decidió cancelar su ruta a la Argentina. La empresa estatal Aerolíneas Argentinas ya había sido obligada semanas antes por el gobierno a suspender todos los viajes a Cuba, causando un prejuicio económico a la aerolínea y que cientos de argentinos queden varados en Cuba. Previamente se conoció un vídeo de 2021 de Milei atacando al presidente cubano donde lo insultaba y llamaba a derrocarlo. Cuba acusando a Milei de títere de Estados Unidos y criticando su política de cercenar las libertad de los argentinos para poder elegir viajar a Cuba. En mayo de 2024 Milei sumó a la Argentina al embargo estadounidense a Cuba.
A finales de octubre, Milei solicitó la renuncia formal a Diana Mondino, la Ministra de Relaciones Exteriores, por votar junto a otros 187 países una resolución de la Organización de las Naciones Unidas (ONU) contra el embargo de EE. UU. a Cuba, el cual sólo EE. UU. e Israel habían votado a favor de continuar con el embargo.

### Ecuador

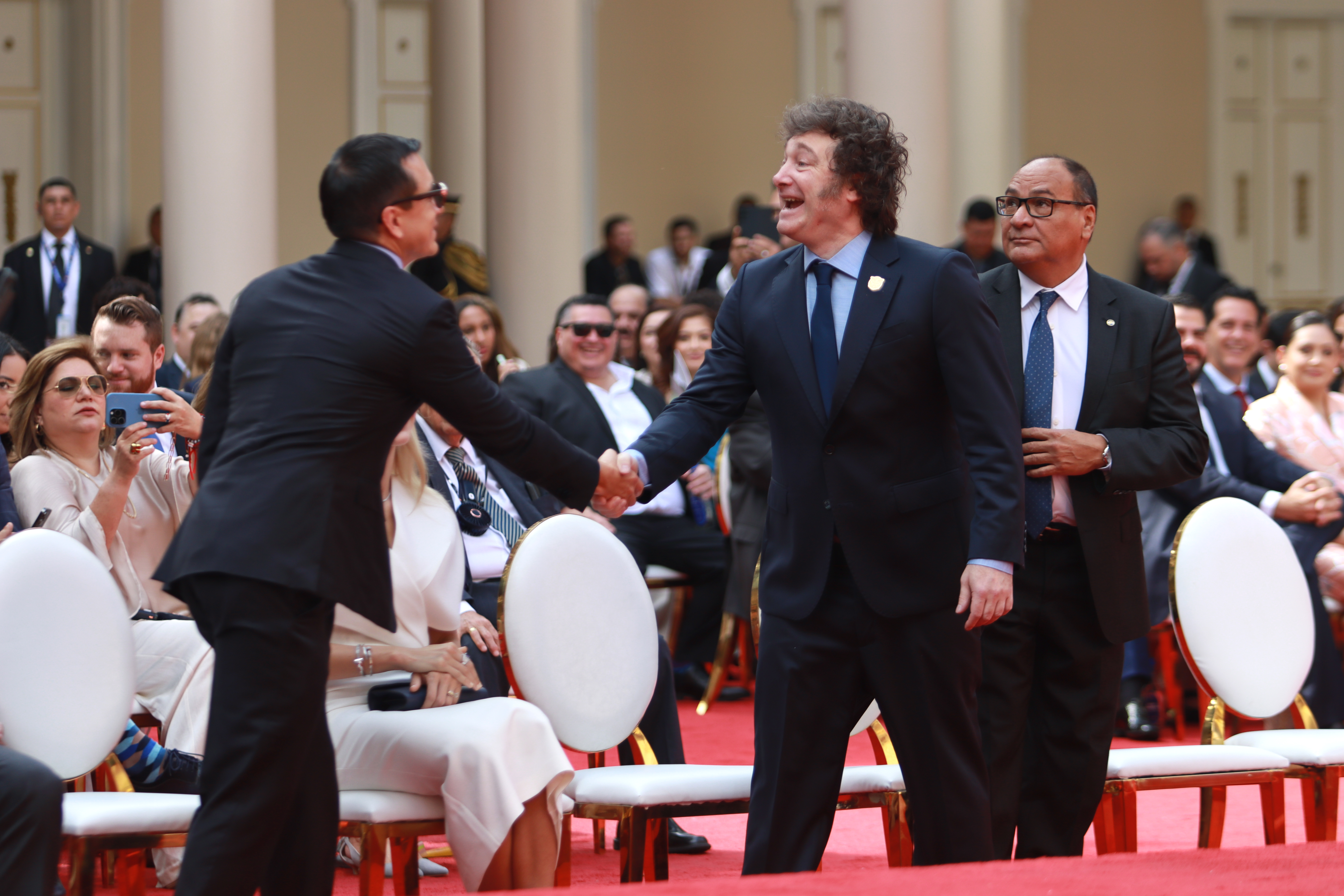
Daniel Noboa y Javier Milei en El Salvador, en 2024.

El presidente Daniel Noboa felicitó a Milei tras las elecciones, invitándolo a «fortalecer las relaciones bilaterales» y asistiendo a su toma presidencial. El 10 de enero de 2024, después del comienzo del conflicto armado interno de Ecuador desatado durante el mandato de Noboa, la ministra de Seguridad, Patricia Bullrich, opinó que podría llegar a enviar ayuda. En junio de 2024 en una entrevista con el medio estadounidense The New Yorker Noboa señaló que Milei «no ha logrado nada desde que asumió la Presidencia» y lo describió como alguien «lleno de sí mismo», criticando el desempeño de Milei y su falta de gestión.

### Estados Unidos

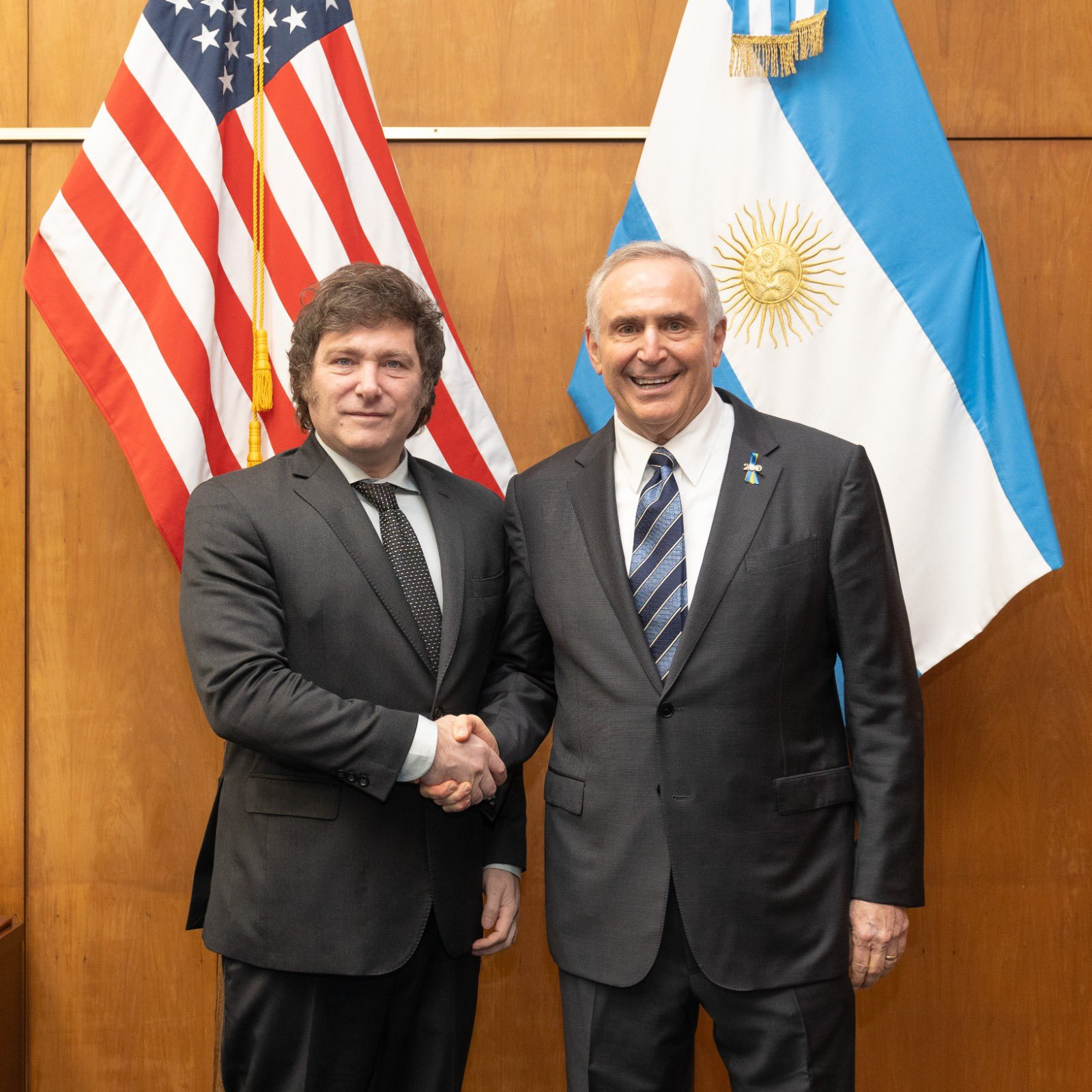
Milei junto al Embajador estadounidense en Argentina, Marc Stanley.

Durante su campaña, Milei dijo: «Si soy presidente, mis aliados son Estados Unidos e Israel».
Después de las elecciones, en noviembre de 2023, Milei fue a Estados Unidos, en un viaje que definió como «espiritual» y se reunió con el expresidente demócrata Bill Clinton. El 19 de enero de 2024 el expresidente y actual candidato presidencial republicano Donald Trump posteó en sus redes que Milei «realmente ama a su país, está trabajando duro y, según muchos que “lo saben”, está ¡Haciendo grandes progresos! Heredó un “desastre total”», pero que «¡Quiere hacer a Argentina grande otra vez!, trabaja muy duro y, contra todo pronóstico, lo logrará. ¡Espero poder ayudarlo en el futuro!».
El 23 de febrero de 2024 Milei se reunió con el secretario de Estado del Gobierno de Joe Biden, Antony Blinken, y al día siguiente asistió en Maryland a la Conferencia de Acción Política Conservadora (CPAC), donde pidió a los asistentes detener el socialismo y no apoyar regulaciones a la economía, refiriéndose al acceso al aborto como una «agenda asesina», y elogiándose mutuamente con Donald Trump.
Tras la votación de Argentina en contra del embargo de EE. UU. a Cuba en la ONU, Milei pidió la renuncia de la canciller Mondino y designó al entonces embajador de Argentina en los Estados Unidos, Gerardo Werthein en ese puesto.

### Nicaragua
Durante su campaña, Milei calificó el Gobierno de Daniel Ortega como una «dictadura». En diciembre de 2023 Nicaragua decidió retirar su embajador en Argentina, Carlos Midence, «ante las reiteradas declaraciones y comentarios» del gobierno entrante. Ese mes se dio a conocer que el Gobierno de Milei no designaría tampoco un embajador en Nicaragua.

### Paraguay

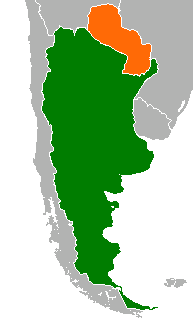
Argentina y Paraguay comparten una frontera común de 1690 kilómetros de longitud.

El presidente Santiago Peña y Milei se reunieron el 9 de diciembre de 2023 y acordaron «profundizar» el Mercosur. Peña afirmó que se puso a «disposición» de Milei y asistió a su toma presidencial en diciembre de 2023.
El viceministro de Comercio de Paraguay, Óscar Stark, aseguró el 13 de diciembre de 2023 que la política económica del nuevo Gobierno argentino eran dolorosas para los argentinos pero beneficiosas para Paraguay. Para 2024 el expresidente Nicanor Duarte opinó que la relación Argentina-Paraguay se encontraba en un impasse diplomático con el nuevo gobierno argentino de Javier Milei.
El presidente Peña declaró el 22 de diciembre de 2023 que «los cambios que está haciendo Argentina, que son dolorosos, pero correctos, solamente le van a beneficiar a la ciudad de Alberdi», en la frontera entre ambos países, ya que los argentinos «dejarán de traer productos, porque van a ser más caros del otro lado y va a ser mucho más barato desde Asunción».

### Uruguay

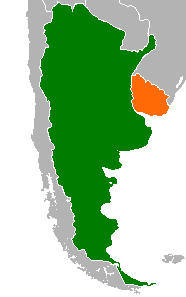
Argentina y Uruguay comparten una frontera común de 887 kilómetros de longitud.

El 29 de noviembre de 2023, en un discurso que dio ante empresarios en un evento organizado por el Centro de Estudios para el Desarrollo, el presidente Luis Lacalle Pou dijo que la llegada de Milei «cambia la región» y que «tenemos que aprovechar», asegurando que «no nos metemos en la política interior de cada país. Lacalle Pou asistió a la toma presidencial de Milei.
Por su parte, la que fuese oposición hasta finales de noviembre de 2024 se mostró preocupada por el rumbo argentino tras la llegada de Milei. En diciembre a poco de asumir el mandatario argentino insultó al FA uruguayo y al expresidente José Mujica. Previamente en mayo de 2023 grupos de fanáticos del entonces candidato Milei habían intentado agredir y boicotear a Mujica cuando presentaba su libro en la Feria del Libro en Buenos Aires. En 2024 José Mujica consideró que Javier Milei es «muy impulsivo y atropellado».
Con la victoria en las elecciones presidenciales de 2024, el presidente electo, Yamandú Orsi, del partido izquierdista Frente Amplio, apeló al «sentido común» y afirmó que la relación con Argentina «tiene que ser muy buena, no tenemos otra chance nosotros», a pesar de que desde un punto de vista filosófico e ideológico las posiciones eran bastante encontradas, y declaró que quisiera tener un encuentro con Milei, antes de asumir la presidencia. Por su parte, la Cancillería argentina felicitó la jornada democrática y saludó a Orsi por su triunfo, a través de un mensaje en la red social X, al que Milei se limitó a compartir, sin publicar nada en su cuenta.

### Venezuela

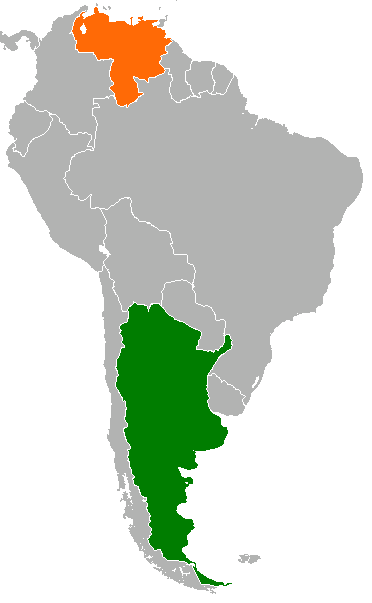
Argentina y Venezuela.

En diciembre de 2023 se dio a conocer que el Gobierno de Milei no designaría un embajador en Venezuela. Milei no invitó a Maduro a su toma de posesión.
El 16 de enero de 2024, el mandatario de Venezuela Nicolás Maduro calificó al presidente Milei como un «error fatal» en la historia latinoamericana y argentina. Milei replicó en sus redes sociales que «no esperaba semejante elogio».
Después de que un avión venezolano Boeing 747 en Buenos Aires fuera decomisado y entregado a Estados Unidos en 2024 Maduro declaró en televisión el 15 de febrero de 2024 que «el bandido de Milei se robó el avión de Venezuela» y que «se las da de loco o es loco o las dos cosas a la vez».
El 1 de marzo de 2023 la canciller Mondino denunció en una entrevista de Todo Noticias la supuesta presencia de «infiltrados de Cuba y Venezuela» en marchas en contra de la Ley Ómnibus sin presentar pruebas, y diciendo que «son cuentapropistas, alguien les paga para que hagan lío o para que dejen de hacerlo». Esa acusación ha sido calificada como teoría conspirativa, siendo difundida previamente durante la presidencia de Mauricio Macri, así como los Gobiernos de Sebastián Piñera en Chile y Lenin Moreno en Ecuador en los contextos de sus estallidos sociales.
El 11 de abril el presidente Nicolás Maduro, ofreció este el apoyo de Venezuela a Argentina para combatir el brote de dengue con productos elaborados por expertos. El mandatario venezolano ofreció ayuda ante la faltante de repelentes expresando: «Al pueblo argentino le digo: Venezuela está preparada para ayudarlo a combatir el dengue, ya que Milei los abandonó... El gobierno de la Argentina no hace nada, por el contrario, cierra los centros científicos, cierra las universidades, le quita los recursos a la investigación» finalmente tras casi 300 000 infectados y 500 muertes Milei en medio de la escasez sanitaria que atravesaba Argentina Milei rechazaría y prohibiría la ayuda y los productos sanitarios ofrecidos por Venezuela.
A dos días de las elecciones presidenciales en el país venezolano Milei mostró su apoyo a la María Corina Machado lideresa de la oposición, que estaba inhabilitada para presentarse a la presidencia por 15 años por presuntamente participar en una trama de corrupción. Esta le agradeció su "apoyo y compromiso".
El 18 de julio de 2024 Nicolás Maduro llamó «malparido» a Javier Milei y lo acusó de estar implicado en una supuesta trama para suspender las elecciones presidenciales. Un día después, la Cancillería argentina comunicó a la Corte Penal Internacional (CPI) el reingreso de Argentina en el juicio sobre derechos humanos en el país debido al «deterioro de la situación política y de derechos humanos en Venezuela». El 22 de julio el vocero presidencial argentino, Manuel Adorni, declaró: «Maduro es un personaje que se ha transformado en un, o siempre lo ha sido, dictador».
Tras las elecciones presidenciales, la Cancillería argentina emitió un comunicado ese día junto a los cancilleres de Costa Rica, Ecuador, Panamá, Paraguay, Perú y Uruguay, pidiendo garantías de que el gobierno respetaría el resultado de las elecciones. El presidente Milei declaró «Dictador Maduro, afuera», estableciendo que «Argentina no va a reconocer otro fraude» y pidió «que las Fuerzas Armadas esta vez defiendan la democracia y la voluntad popular».
Pedro Urrutchurtu, un asilado político en la embajada argentina en Venezuela denunció un asedio de encapuchados a Embajada argentina aquel día, donde hay cinco disidentes más del gobierno de Maduro asilados. El mismo día, en Argentina, la embajadora venezolana Stella Lugo acusó a de «injerencista» a la ministra de Seguridad, Patricia Bullrich, tras su apoyo a los migrantes venezolanos que votaban y esperaban los resultados de las elecciones presidenciales el 28 de julio.
El 29 de julio el gobierno de Maduro ordenó la expulsión del país del personal diplomático de la Embajada argentina en Venezuela, acusándolo de intervencionismo tras los comunicados del gobierno de Milei en torno al desconocimiento de los resultados ofrecidos por Elvis Amoroso en nombre del CNE tras la denuncia de fraude hecha por la oposición; luego cortó la luz y el agua en la embajada. La cancillería argentina condenó el «hostigamiento» a su embajada. La Internacional Socialista condenó la expulsión del cuerpo diplomático argentino y el presidente Lula le reiteró a Maduro que garantizar la seguridad de la embajada era su responsabilidad. Los cancilleres de Argentina y Brasil acordaron que el gobierno de Lula se hiciera cargo de los intereses de Argentina en Venezuela, incluyendo su embajada, a partir del 1 de agosto.
Tras la sentencia del Tribunal Supremo de Justicia el 22 de agosto avalando la victoria de Nicolás Maduro para su tercer periodo, los gobiernos de Argentina, Chile, Costa Rica, Ecuador, Estados Unidos, Guatemala, Panamá, Paraguay, Perú, República Dominicana y Uruguay emitieron un comunicado al día siguiente rechazando la sentencia. Ese día un empleado venezolano de la embajada argentina fue detenido por el Servicio Bolivariano de Inteligencia Nacional (SEBIN) y liberado al día siguiente tras gestiones diplomáticas.

## Asia

### China y Taiwán
En noviembre de 2023, durante su campaña, Milei afirmó en una entrevista con Jaime Bayly que no iba a hacer negocios con China.
China felicitó a Milei tras las elecciones y Mao Ning, portavoz del ministerio chino de Relaciones Exteriores, declaró que China quería «trabajar con Argentina para proseguir la amistad» y una «cooperación donde todos ganan», asegurando que «China siempre dio mucha importancia al desarrollo de las relaciones entre China y Argentina, en una perspectiva estratégica y largo plazo». Milei le envió una carta a su homólogo chino Xi Jinping en diciembre de 2023, solicitándole su apoyo y una prórroga del intercambio monetario para hacer frente a compromisos internacionales.
A principios de enero de 2024 la excanciller Diana Mondino tuvo un encuentro en el Palacio San Martín con la representante comercial de Taiwán, Miao-hung Hsie, lo que ocasionó un «grave incidente diplomático» con China, según el periódico La Política Online.
El 12 de enero de 2024 la canciller Mondino se reunió con el embajador de China, Wang We donde Argentina se mostró partidaria de la política de Una sola China y acordaron que Argentina aceptaría financiamiento chino a la infraestructura argentina a través de la Iniciativa de la Franja y la Ruta auspiciada por el país asiático. 
Dos días después, Milei criticó a China en sus redes retuiteando: «La izquierda quiere para vos: El salario de Cuba, la libertad de Corea del Norte, la justicia de China y la abundancia de Venezuela».
El 19 de enero de 2024 el Gobierno de la República Popular China colocó en stand by un acuerdo de financiamiento por 6500 millones de dólares, acordado en octubre de 2023 con el entonces ministro de economía, Sergio Massa.
Tras dos décadas de buenas relaciones mutuas y fuertes inversiones chinas en infraestructura argentina incluyendo energía renovables, represas, minería etc, la relaciones se vieron perjudicadas con la llegada de un nuevo gobierno. Las señales hostiles del gobierno de Milei hacia China llevaron a que varias empresas paralizaron inversiones o abandonaran el país, entre ellas, Gezhouba, en marzo de 2024. En marzo de ese año diferentes medios mencionaron que China analiza demandar a Argentina por incumplimiento de contratos dados de baja por Milei, reclamando más de 30.000 millones de dólares.
A pesar de ello, Milei eligió al país asiático para que fuese uno de los encargados, junto a Brasil y España, de crear los billetes que necesitaba Argentina debido a la inflación y la depreciación de la moneda local que podía llevar al país a quedarse sin circulante. La cantidad que encargó fue de noventa millones de billetes de $1000 y otros noventa millones de $2.000 por un costo de siete millones de dólares estadounidenses. Además fueron los encargados de hacer 770 millones de billetes de $10.000 y 230 millones de billetes de $20.000.
En mayo de 2024, tras una «visita» a la Estación de Espacio Lejano, Diana Mondino declaró que «no se pudo identificar si participan civiles o militares porque son todos chinos, son todos iguales», desatando un conflicto diplomático y siendo sus palabras acusadas de racistas.
En julio de 2024, Karina Milei se reunió con el embajador chino en Buenos Aires para intercambiar opiniones sobre las relaciones bilaterales y la cooperación económica y comercial entre las dos naciones.

### Corea del Norte
Respecto a las relaciones con Corea del Norte, Milei declaró que «no promovería la relación con comunistas». Pero, hasta la fecha habrían declaraciones ni del presidente argentino ni del presidente norcoreano. 

### Irán
En abril de 2024, el gobierno emitió un pedido de detención internacional de Ahmad Vahidi, ministro del Interior iraní.
Coincidiendo con el Atentado a la AMIA Irán respondió con un comunicado advirtiendo que no olvidará la política antiiraní de Buenos Aires. Además el Gobierno iraní lamentó que "ningún proceso de investigación técnica ha llegado a un resultado confiable por parte de la policía" y calificó las acusaciones argentinas de "infundadas". También acusaron a Milei de ser un títere de Israel.
En el transcurso de la Guerra de los doce días, Milei declaró a Irán como enemigo sin pasar por el Congreso de la Nación. Esto llevó a que el diputado Eduardo Toniolli, del opositor Unión por la Patria, anunciara mediante declaraciones periodísticas que pediría juicio político contra el presidente por considerar qu violó la normativa constitucional según la cual "es el Congreso el que habilita, o no, al Poder Ejecutivo a la paz y a la guerra”. El anuncio no incluyó fechas para el inicio y no hay constancia de que se haya iniciado el trámite legislativo para el juicio político.

### Israel
Durante su campaña, Milei dijo: «Si soy presidente, mis aliados son Estados Unidos e Israel».

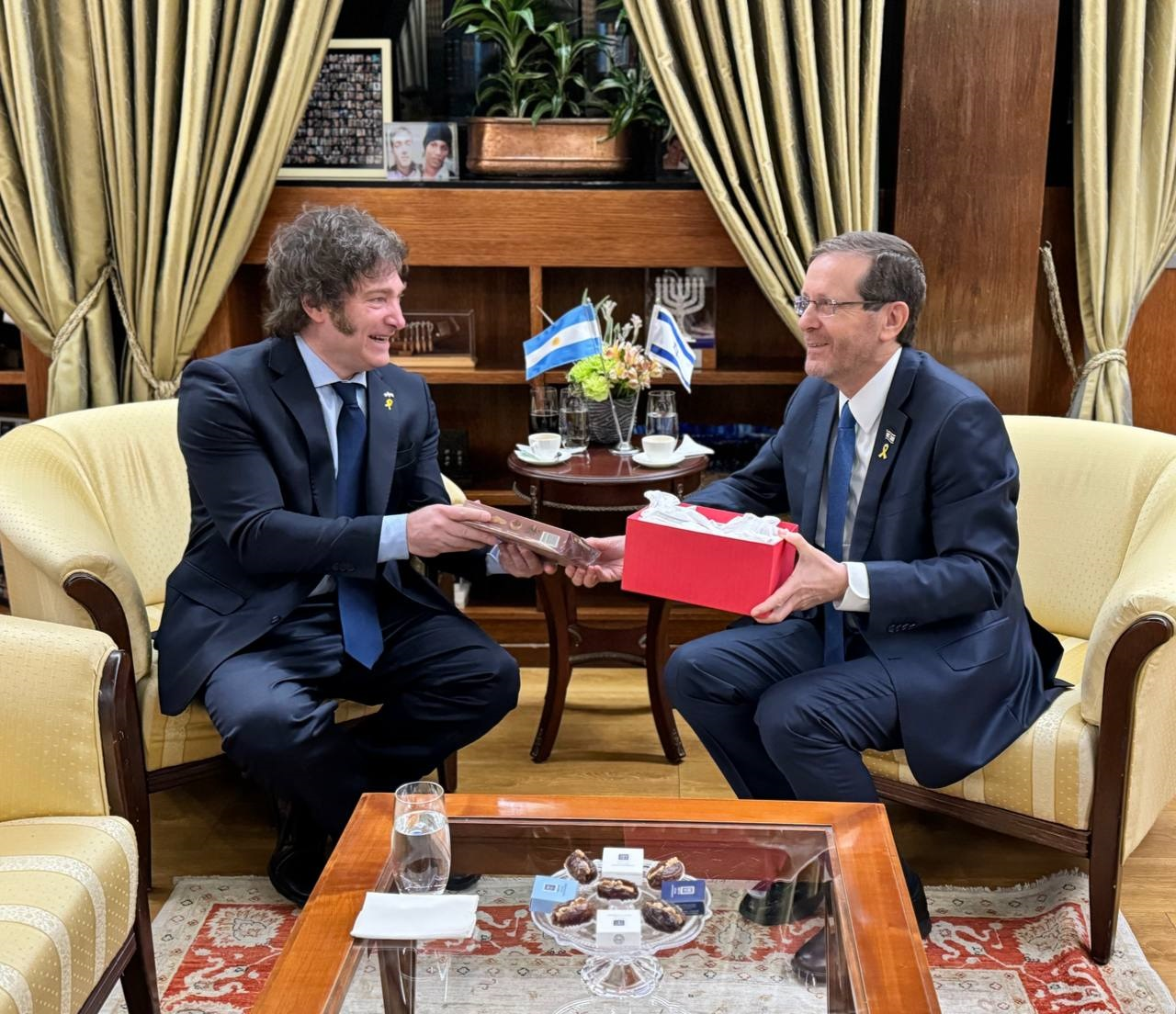
Milei junto a su par, el presidente de Israel, Isaac Herzog, 6 de febrero de 2024.

El primer ministro israelí, Benjamín Netanyahu, se comunicó con Javier Milei para felicitarlo llamándolo «amigo del pueblo judío». El 12 de diciembre de 2023 el Gobierno de Milei votó por la abstención en la votación de una resolución de la Asamblea General de las Naciones Unidas (ONU) para consolidar un alto al fuego en la guerra Israel-Gaza, un gesto a favor de Israel.

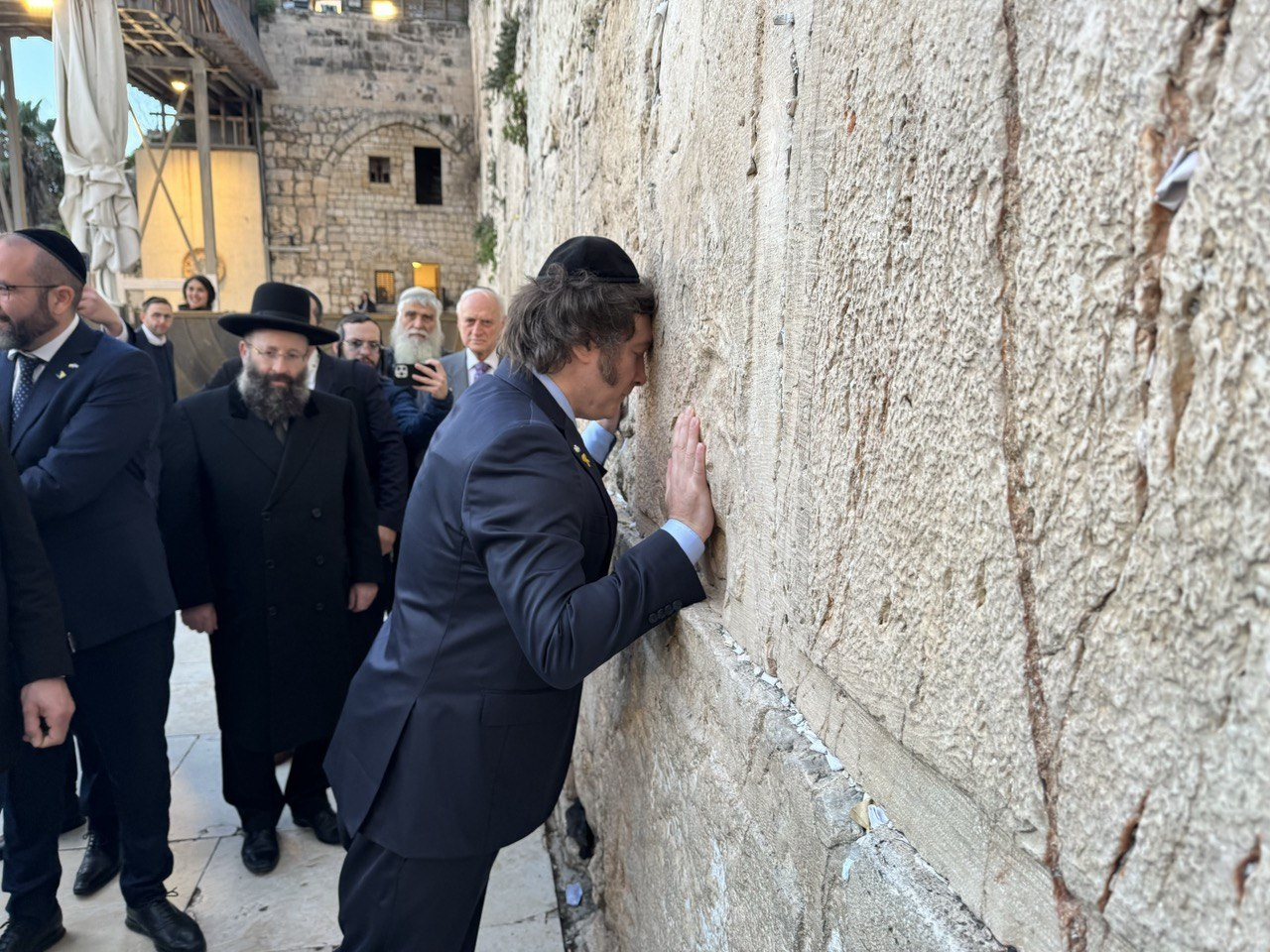
Javier Milei en el Muro de los lamentos. 2024.

El 6 de febrero de 2024, realizó su primer viaje internacional, visitando al Estado de Israel, en el contexto de la guerra Israel-Gaza. Al ser consultado sobre el propósito de su viaje, explicó: «Voy para manifestar mi apoyo a Israel contra los ataques del grupo terrorista Hamás, mi solidaridad para con Israel y defender su legítimo derecho a la defensa».
En ese mismo día, afirmó su intención de trasladar la embajada argentina a Jerusalén, durante su visita rezó en el Muro de las Lamentaciones y se reunió con el presidente de Israel, Isaac Herzog. El día después se reunió con el primer ministro Benjamín Netanyahu y visitó el Yad Vashem. Finalmente, el 8 de febrero concluyó su viaje visitando ruinas ocasionadas por ataques y a familiares de rehenes.
En junio de 2024 se produjo una controversia con el plan del traslado de la embajada Argentina a Jerusalén, que provocó un conflicto con los países árabes que podrían cambiar el voto en la ONU y dejar de apoyar el reclamo argentino sobre Malvinas. Diferentes diplomáticos advirtieron sobre la ideologización de la política exterior de Milei puede complicar el reclamo por la soberanía de las Islas Malvinas, criticando que la Cancillería este guiada por ideólogos y no por profesionales. Según La Política Online, otros diplomáticos opinaron que ponen en riesgo la seguridad del país por un capricho personal del presidente y criticaron a Mondino por avalar dichas políticas para seguir en el cargo.
En noviembre de 2024 Argentina se alineó junto a Estados Unidos y la Hungría del antieuropeísta y ultraderechista Viktor Orbán como los únicos países que no acataron la orden de arresto dictada por la Corte Penal Internacional que pesaba contra Benjamin Netanyahu.

### Japón
En diciembre de 2023, poco después de asumir, Milei y la excanciller Diana Mondino se reunieron con la enviada por Japón a la toma presidencial, Akiko Santō, para fortalecer lazos entre ambas naciones.

### Palestina
El gobierno de Milei votó en contra de la entrada de Palestina a las Naciones Unidas por oponerse al reconocimiento fuera del acuerdo entre Palestina e Israel. El gobierno de Milei decidió que Argentina declarara por primera vez  a Hamás como una organización terrorista, en concordancia con la Unión Europea, Estados Unidos, Israel, Japón, Argentina, Canadá, Australia, Nueva Zelanda, la secretaría general de la Organización de Estados Americanos (OEA)., Reino Unido, Paraguay y Costa Rica. Hamás, por su parte, condenó el hecho de que Milei propusiera  trasladar la embajada de Argentina a Jerusalén.

## Europa

### Alemania
Debido a los insultos proferidos por Milei a Pedro Sánchez, presidente de España, Alemania decidió que el viaje que tenía programado Milei se viera reducido a un breve encuentro en el que se anuló la recepción con honores que se le dedica a los mandatarios que pisan suelo germano. En las declaraciones del portavoz alemán se cuestionó los modales de Milei que fueron calificados de «mal gusto» y el trato que el argentino recibió de Sánchez correcto.
La visita del mandatario argentino se llevó a cabo en medio de protestas de ciudadanos argentinos y alemanes contra su presencia. En su paso por Hamburgo manifestantes protestaron en repudio a su presencia delante del hotel que alojaba al mandatario y a su hermana Karina. La convocatoria fue lanzada por organizaciones de la diáspora argentina y alemanas con pancartas con lemas como «Miseria Neoliberal» o «Fuera corrupto», entre otros. La convocatoria formaba parte del denominado «mes anti-Milei», una serie de actos en diversos puntos de Alemania y que culminaron en Berlín con un «festival de la democracia».

### España

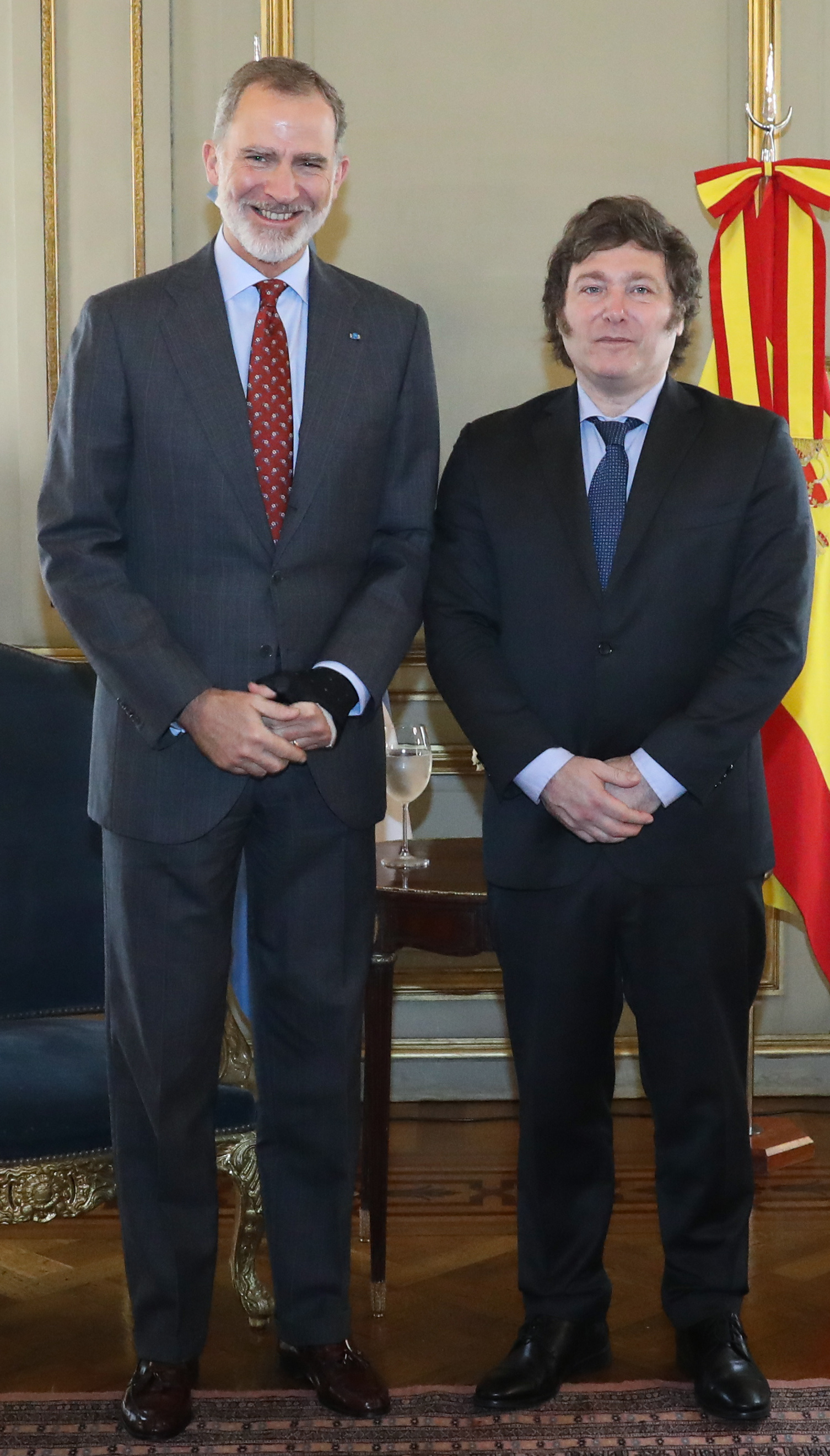
El rey Felipe VI y Javier Milei el día de la asunción de este último.

Desde mayo de 2024, las relaciones Argentina-España se tensaron tras los insultos iniciados por el ministro español Óscar Puente hacia Milei, sugiriendo que el presidente argentino «ingiere sustancias». Milei criticó al Gobierno de España en un acto organizado por el partido de ultraderecha Vox y, aunque sin mencionarla por su nombre, llamó «corrupta» a Begoña Gómez, la esposa del presidente español, lo que generó una nueva escalada diplomática. Sánchez decidió llamar a consultas, paso previo a la retirada, a su embajador del país.
El Alto representante de la Unión para Asuntos Exteriores y Política de Seguridad mostró su apoyo a la decisión del país europeo y afirmó «un ataque de este calibre a un Estado miembro es también un ataque al conjunto de la Unión Europea».
Los dueños de Telefónica, Naturgy y los de los bancos BBVA y Santander junto al presidente de la Confederación Española de Organizaciones Empresariales, Antonio Garamendi, rechazaron las declaraciones de Milei y las calificaron de estar «fuera de tono». Además la empresa Abertis, a la que Argentina le debe 299.5 millones de dólares y con la que Milei no llegó a un acuerdo esos días, reprobaba la actuación del presidente argentino por no contribuir «a la convivencia de nuestras sociedades» y que «en ningún caso deberían formar parte de la dialéctica política entre dos países hermanos, con una larga historia de colaboración y defensa de la democracia».
Finalmente, el Gobierno de España rompió relaciones diplomáticas con Argentina retirando su embajadora y estudió hacerlo persona non grata y vetarle la entrada al país el 21 de mayo de 2024.

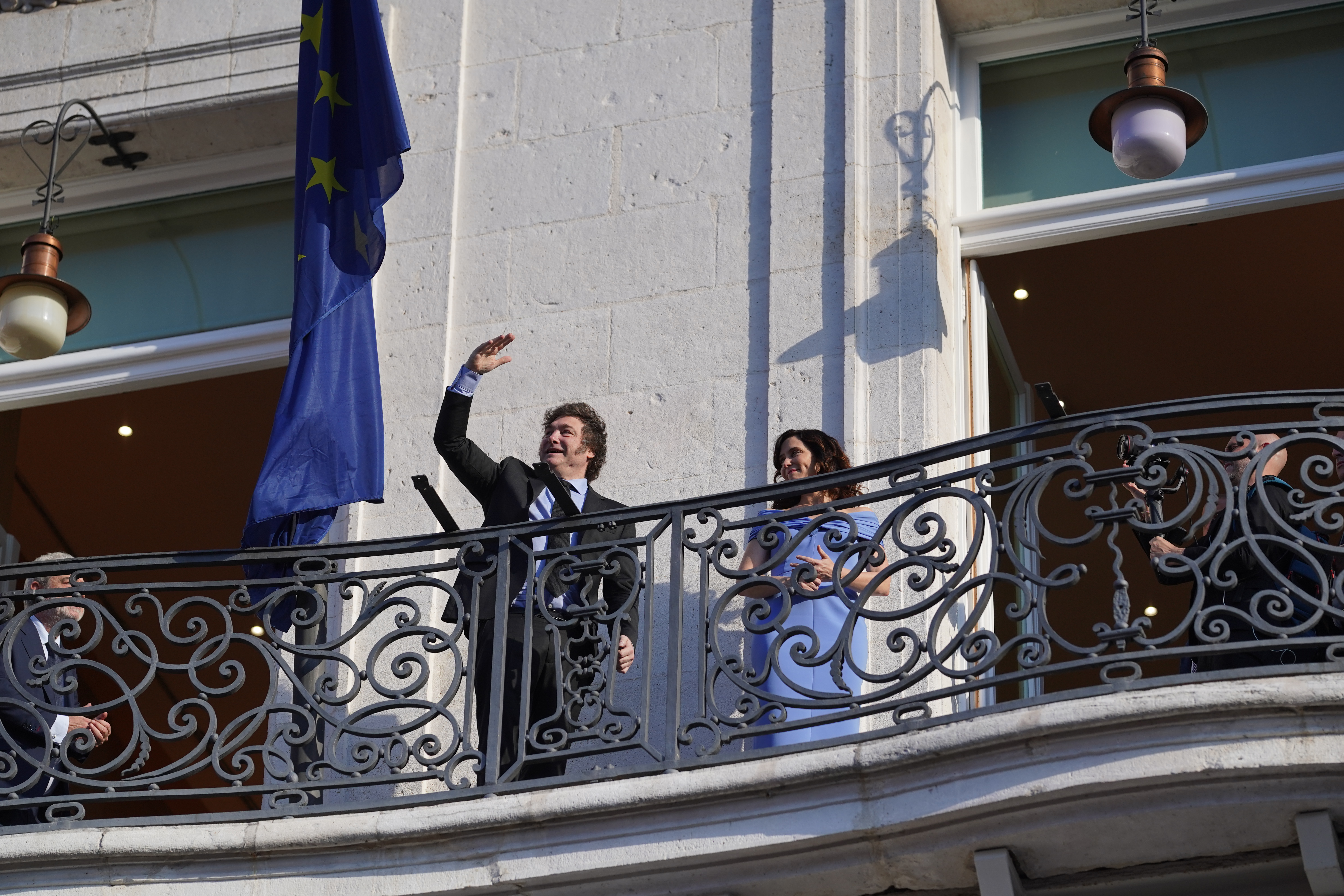
Javier Milei y Díaz Ayuso en 2024.

Por parte del Gobierno argentino se descartó un conflicto diplomático y anunciaron que no retirarían a su embajador en España. También criticaron la actuación de Sánchez a través del vocero presidencial Manuel Adorni: «Si el presidente y los funcionarios del reino de España se quieren hacer cargo de las críticas que el presidente Milei vertió hacia el socialismo y hacia a la corrupción, no es un problema de nuestra República. Como siempre dice vulgarmente, al que le quepa el saco, que se lo ponga».
El 21 de junio de 2024, fecha en la que Milei seguía insultando al presidente de España, retornó al país europeo para recibir un premio de Isabel Díaz Ayuso, presidenta del PP madrileño. El rey Felipe VI no le concedió audiencia a Milei, que previamente había pedido tener una con él.

### Francia
Javier Milei, Diana Mondino, Nicolás Posse y Luis Caputo recibieron al canciller francés Stéphane Séjourné en la Casa Rosada el 19 de febrero de 2024; Séjourné valoró positivamente las medidas económicas de Milei y aseguró que las empresas francesas seguirían invirtiendo en la Argentina. En diciembre de 2023 diferentes partidos franceses criticaron a Emmanuel Macron por posar en una foto con Milei, entre ellos el jefe de la oposición y secretario del Partido Socialista francés, quien llamó a Macron «publicista del populista ultraliberal Javier Milei…». Jean-Luc Mélenchon, líder de partido Francia Insumisa y quien ganaría las elecciones unos meses más tarde, tildó de fanático a Milei y lo calificó como un «tipo que oye voces de perros muertos» y que «quiere destruir todos los servicios públicos». La salida a la luz de la foto causó controversias en la opinión pública francesa por las posturas consideradas extremistas de Milei y por su controvertida opinión negacionista del cambio climático.
Con la victoria de Argentina en la Copa América 2024 los jugadores hicieron cánticos contra la selección francesa de tintes racistas y xenófobos. En un primer momento el gobierno instó a Lionel Messi a pedir disculpas y la Federación Francesa de Fútbol elevó un reclamo a la FIFA para que investigasen los hechos. Sin embargo, el 17 de julio Julio Garro subsecretario de Deportes de la Nación, fue expulsado del gobierno por lo dicho a Messi. La diputada Lilia Lemoine avaló la expulsión de Garro, acusándolo de ser «un tipo que estaba arrodillándose» y de estar «a punto de sobarle la quena a alguien». Añadió también que no quieren ningún funcionario en el gobierno que «vaya a chuparle nada a ninguna potencia extranjera». A su vez Victoria Villarruel, vicepresidenta del gobierno, afirmó que «ningún país colonialista nos va a amedrentar por una canción de cancha ni por decir las verdades que no se quieren admitir».
El 18 de julio el gobierno argentino de mano de Karina Milei, secretaria General de la Presidencia, se presentó en la embajada francesa para pedir disculpas a Francia por lo comentado.
Una semana después los hermanos Milei viajaron a París para la inauguración de los Juegos Olímpicos y para reunirse con Emmanuel Macron se colgaron afiches en monumentos y calles en las que se declaraba al presidente argentino "persona non grata". La abogada de desaparecidos franceses durante la dictadura argentina, Sophie Thonon, pidió al presidente francés que expresase su repudio ante Javier Milei por la visita que los diputados realizaron al genocida Alfredo Astiz y otros presos por crímenes de lesa humanidad.

### Hungría
El primer ministro Viktor Orbán declaró en la red social X que esperaba trabajar junto a Milei, un «verdadero patriota», y asistió a su toma presidencial.

### Italia

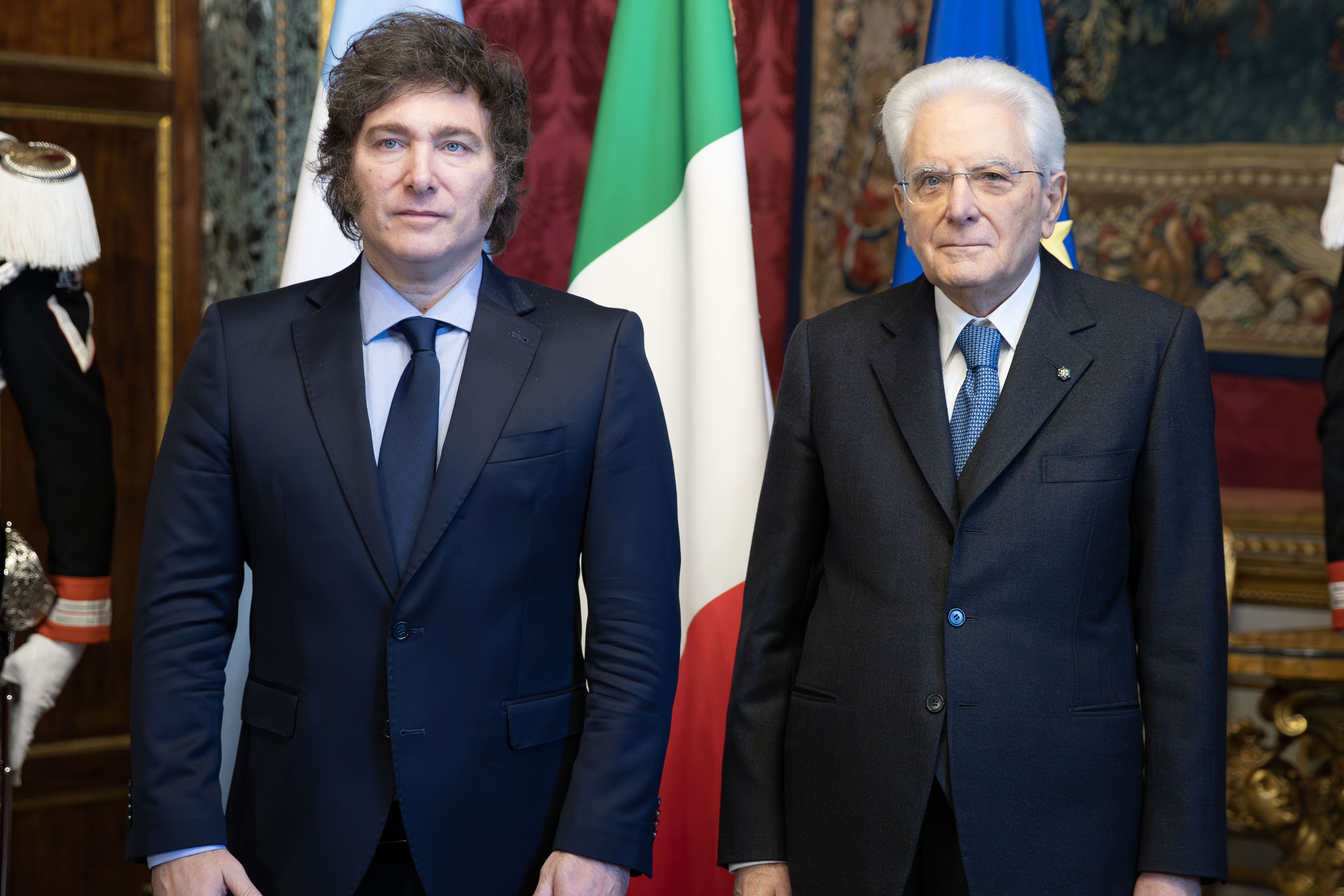
Milei y el presidente de Italia, Sergio Mattarella, 12 de febrero de 2024.

El 9 de febrero de 2024, visitó Italia, siendo su segundo viaje internacional desde que asumió la presidencia. Allí, participó en la ceremonia de canonización de María Antonia de Paz y Figueroa en la Santa Sede. Tras la ceremonia, se reunió con el papa Francisco y le regaló una copia de la carta del canciller José María Gutiérrez acreditando a Juan Bautista Alberdi como representante en Europa, un cuadro con una postal conmemorativa de Mama Antula y alfajores. Posteriormente, se reunió con el presidente de Italia, Sergio Mattarella, en el palacio del Quirinal y con la presidenta del Consejo de Ministros de Italia, Giorgia Meloni en el palacio Chigi. Luego ambos mandatarios se encontraron en la cumbre del G7.

### Reino Unido
En enero de 2024 Javier Milei se reunió con David Cameron, canciller del Reino Unido, en Davos, Suiza, donde trataron la cuestión de las islas Malvinas, entre otras cuestiones.
Tras 30 años sin visitas oficiales a las islas Malvinas, Cameron las visitó en febrero de 2024, causando polémica en la sociedad argentina. El vocero presidencial Manuel Adorni declaró el 20 de febrero de 2024: «La visita de David Cameron a Malvinas es un tema de agenda de David Cameron y en tal caso del gobierno inglés», aclarando que «nosotros no tenemos por qué opinar sobre la agenda de otros países».
La excanciller Diana Mondino mantuvo una reunión con David Cameron y describió el encuentro como «el principio de un futuro muy productivo», agregando: «Desde nuestro punto de vista fue repudiable que vaya a Malvinas, nosotros tenemos otra forma de ver el tema», declarando que «no hay discusión posible por las Malvinas, está en la Constitución. Buscamos la mejor forma de lograrlo, cambiando las estrategias para no llegar a opciones como una guerra o negarle relaciones a Inglaterra, como se hizo antes. Con una sociedad más sana y una economía ordenada capaz es más fácil recuperar las islas, que es lo que queremos todos».
Milei admite la actual soberanía británica y el derecho de los Malvinenses en las Islas Malvinas, Islas Georgias del Sur e Islas Sandwich del Sur si bien en la Constitución se «ratifica su legítima e imprescriptible soberanía» junto a «los espacios marítimos e insulares correspondientes por ser parte integrante del territorio nacional» y su recuperación y ejercicio de la soberanía constituye «un objetivo permanente e irrenunciable del pueblo argentino».
Tras la aplastante victoria (sic) de los Laboristas, partido tradicionalmente enrolado en la socialdemocracia europea, y su ascensión al poder en julio de 2024, no sólo los británicos no estuvieron dispuestos a cualquier negociación sino que planea extraer 500 millones de barriles de petróleo de las Malvinas.
El gobierno británico, tras una semana en el gobierno, anunciaba vía X que las Fuerzas Británicas del Atlántico Sur estaban haciendo ejercicios militares en las islas, mientras Mondino acudía a una reunión de Mercosur, a la que Milei decidió no asistir, para recibir una medalla de manos de Jair Bolsonaro y en la que por primera vez desde 1996 no se firmó un documento pidiendo la devolución de las Malvinas a Argentina.
En septiembre de 2024, el Gobierno firmó un acuerdo con el Reino Unido por el que Argentina se comprometía a que las Islas Malvinas tuvieran una mayor conectividad con el continente, pero sin negociar la soberanía del archipiélago. Victoria Villarruel, vicepresidenta argentina, se opuso al acuerdo por ser «contrario a los intereses de nuestra Nación» y por «proponer entregar apoyo logístico continental a la ocupación y permitir de hecho que puedan seguir depredando nuestros mares». Además añadió que resultaba «insólito que mientras los EE.UU nos ofrecen buques guardacostas para proteger nuestro mar argentino del pillaje extracontinental, nosotros propongamos cooperar con la potencia que usurpa nuestro territorio».

### Rusia
El representante de Rusia en la toma de posesión de Milei fue el embajador en Buenos Aires, Dmitri Feoktístov.
El 14 de diciembre de 2023 el mandatario ruso Vladímir Putin se refirió al proyecto de dolarización de Milei, comentando: «La lógica está clara, pero eso, desde luego, implica una pérdida importante de soberanía».
El Gobierno de Putin aseguró que Rusia está interesada en desarrollar las relaciones con Argentina y que se enfocará en los «intereses comunes» en la interacción con el gobierno de Milei.
El 29 de diciembre de 2023, Leonid Slutski, jefe del comité de Relaciones Internacionales de la Duma, lamentó públicamente que el Gobierno de Milei decidiera renunciar al ingreso del grupo BRICS, reconociendo que «cada Estado tiene derecho a elegir su propia senda de desarrollo».

### Ucrania

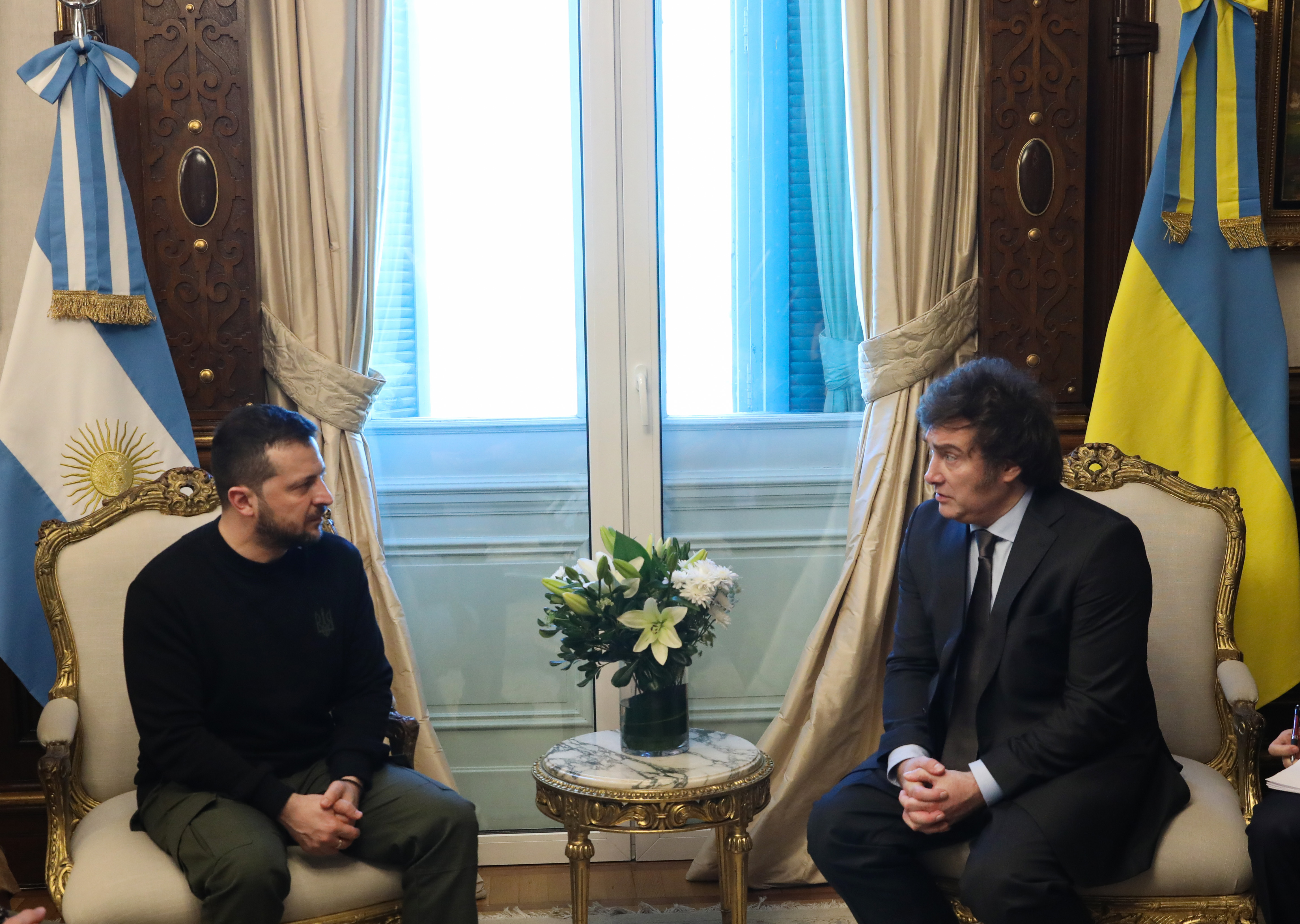
Milei y Zelenski en la Casa Rosada. 2023.

A pesar de que Argentina se mantuviese neutral en el conflicto ruso-ucraniano, Milei invitó al presidente de Ucrania Volodímir Zelenski a su investidura presidencial. Finalmente Zelenski acudió, convirtiéndose en su primer viaje a América Latina desde el inicio del conflicto.

## Organismos multilaterales

### BRICS
El Gobierno de Milei renunció al ingreso de Argentina a los BRICS en 2024, grupo conformado por Brasil, China, India, Rusia y Sudáfrica, adhesión pactada durante la presidencia de Alberto Fernández.

### Liga de Países Árabes
El 7 de junio, Milei faltó al acto que organizaron 19 países árabes. Se encontraba dirigiéndose al encuentro cuando, al enterarse de que se encontraba el embajador palestino, decidió volver a la Casa Rosada.

### Mercosur
Durante su campaña, Javier Milei definió al Mercosur como «un comercio administrado por estados para favorecer a empresarios prebendarios» y «una unión aduanera defectuosa que perjudica a los argentinos de bien», afirmando que había que eliminarlo.
La canciller Diana Mondino aseguró el 15 de diciembre de 2023 que para el Gobierno de Javier Milei es «de vial importancia» sellar el acuerdo entre el Mercosur y la Unión Europea.
En julio de 2024 Javier Milei declinó ir a la Cumbre de Presidentes del Mercosur, para ir a un acto de la organizado en Brasil por Jair Bolsonaro de la Conferencia Política de Acción Conservadora En su lugar viajó Diana Mondino, ministra de Exteriores. En el documento conjunto que firmó Mercosur la Cuestión de las islas Malvinas se quedó fuera por primera vez desde 1996. Gerardo Díaz Bartolomé, diplomático argentino especializado en la cuestión que llevó esta varias veces a la  ONU, arremetió contra Mondino por la decisión.

### OCDE
Después de declinar su ingreso en el grupo BRICS, el Gobierno de Milei firmó una carta de invitación al proceso de acceso a la Organización para la Cooperación y el Desarrollo Económico (OCDE).

### OEI
Javier Milei firmó en diciembre con la Organización de Estados Iberoamericanos (OEI) un convenio con el gobierno «para la prestación de servicios de personal transitorio y la adquisición de alimentos destinados a mejorar la calidad nutricional de familias en situación de vulnerabilidad» por el que Argentina contrató a dicha organización para la compra de alimentos y contratar personal como garante de transparencia y eficiencia.
A finales de mayo, dicha organización se desmarcó en un comunicado de la actuación del Gobierno en la negativa al reparto de los 5.000 toneladas de alimentos almacenados. En dicho comunicado, la OEI afirmó que ellos llevaron «a cabo la contratación de prestadores para diversas funciones solicitadas por dicha dependencia», pero que «la selección de perfiles corresponde exclusivamente a la secretaría» y que ellos se limitan «a ejecutar las decisiones y procedimientos establecidos por esta».